# ASL Airlines Belgium
ASL Airlines Belgium, 
 
(ASLB), колишня TNT Airways, — бельгійська вантажна авіакомпанія, що виконує чартерні рейси переважно до європейських аеропортів. 
Головний офіс і хаб розташовані на території аеропорту Льєжа. 

Авіакомпанія раніше була дочірньою компанією TNT Express, але була придбана ASL Aviation Holdings DAC і згодом перейменована у 2016 році. 

ASL Aviation Holdings DAC, 

материнська компанія ASL Airlines Belgium, має штаб-квартиру в Сордз, графство Дублін, Ірландія.

ASLB обслуговує вантажні літаки Boeing 737 у всьому світі під брендом ASL Aviation Holdings, а також для великих інтеграторів експрес-послуг і клієнтів електронної комерції, зокрема FedEx і Alibaba. 

Окрім власного флоту, авіакомпанія також співпрацює з різними сторонніми авіакомпаніями, які надають літаки для європейської мережі FedEx. 

## Історія
TNT Express була заснована в Австралії в 1940-х роках Кеном Томасом. 
Компанія розширилася від однієї вантажівки до автомобільних і залізничних вантажних послуг по всій Австралії, включаючи, вперше, нові нічні послуги. 
У 1958 році компанія стала відомою як Thomas Nationwide Transport або скорочено TNT, а до 1961 року TNT стала настільки успішною, що її котирували на австралійській фондовій біржі. 

ASLB засновано в 1999 році як TNT Airways у Бельгії. 
 
Вантажні повітряні перевезення розпочалися в Бельгії та здійснювалися з аеропорту Льєжа. 
TNT Airways почала працювати з BAe 146-300 і Airbus A300. 
 
Ця трансформація привела компанію до розширення з європейського на всесвітнє покриття. 
Група представила свій перший Boeing 737-300 у 2003 році.
У травні 2004 року TNT Post Group (TPG) оголосила про масштабне розширення європейського авіаційного хабу TNT Express у Льєжі, Бельгія. 
Щоб зміцнити та покращити впізнаваність бренду TNT, у 2005 році назву «TPG» змінили на користь «TNT» 
.
Поділ TNT NV, про який оголосили у грудні 2010 року, відбувся у травні 2011 року, коли TNT Express і TNT Post (тепер: PostNL) були окремо зареєстровані на Амстердамській фондовій біржі.
У травні 2016 року ASL Aviation Holdings придбала TNT Airways, яка приєдналася до портфоліо ASL 9 інших авіакомпаній у Європі, Південній Африці та Азії. Перейменована в ASL Airlines Belgium 
, 
авіакомпанія підписує багаторічну угоду про обслуговування з новою комбінацією Fedex/TNT.

## Напрямки
Станом на листопад 2021 року авіакомпанія ASL Airlines Belgium обслуговує шість регулярних напрямків у Північній Америці та Китаї під власною торговою маркою 
, 
а ще кілька десятків виконуються як контрактні чартери, наприклад, від імені DHL.

## Флот

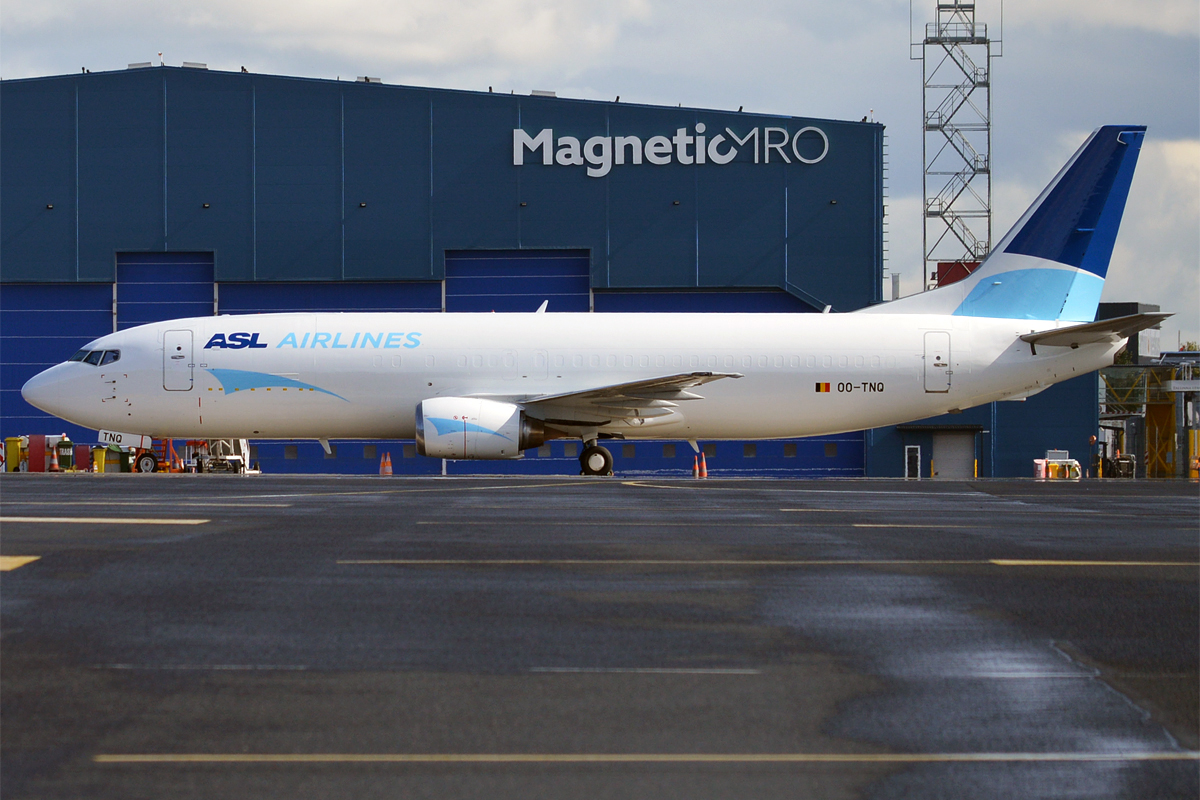
ASL Airlines Belgium Boeing 737-400F

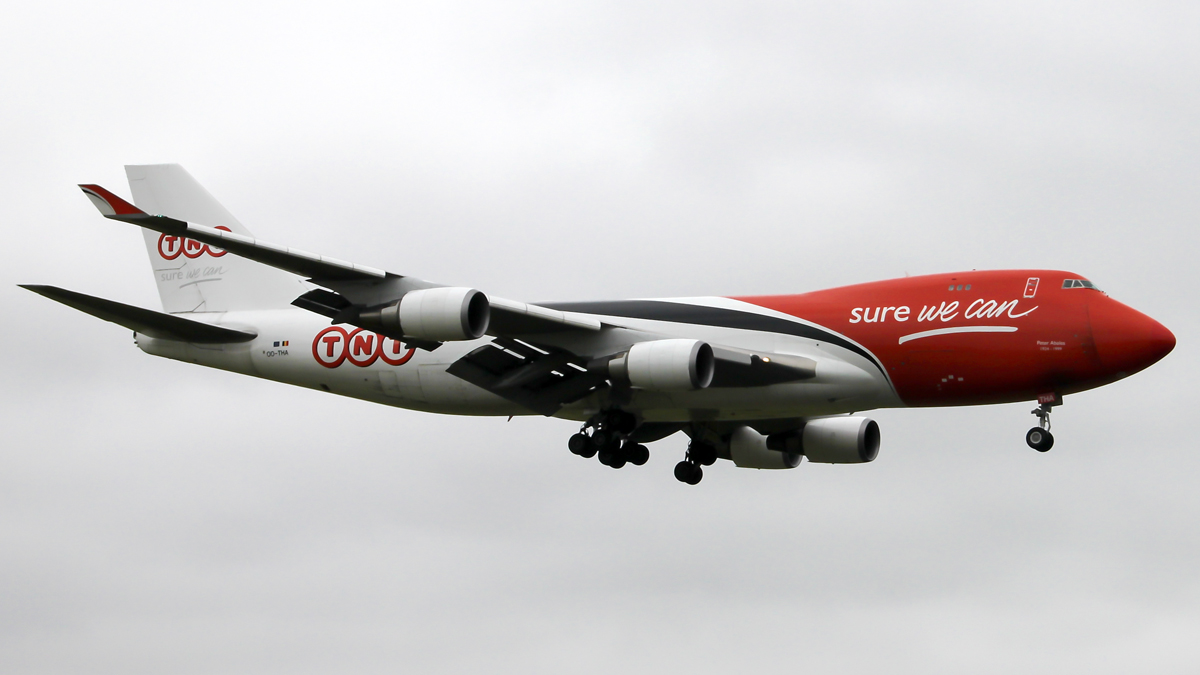
Boeing 747-400F від TNT Airways (тепер працює на ASL Airlines Belgium)

Станом на серпень 2019, флот ASL Airlines Belgium :
| Тип                              | В дії | Замовлено | Примітки |
| -------------------------------- | ----- | --------- | -------- |
| Boeing 737 Classic-400F          | 14    | —         |          |
| Boeing 737 Next Generation-400SF | 3     | —         |          |
| Boeing 737-800BCF                | 12    | +         |          |
| Boeing 747-400ERF                | 5     | +         |          |
| Boeing 757-200C                  | 0     | —         |          |
| Boeing 757-200PCF                | 0     | —         |          |
| Boeing 757-200PF                 | 0     | —         |          |
| Загалом                          | 35    | —         |          |